# All I Wanna Do (Martin Jensen)
All I Wanna Do is een nummer van de Deense dj Martin Jensen uit 2016.
"All I Wanna Do" was het eerste nummer waarmee Jensen ook buiten zijn thuisland Denemarken bekendheid verwierf. Het nummer behaalde namelijk ook in Zweden, Noorwegen en Nederland de hitlijsten. In Nederland haalde het de 2e positie in de Tipparade.